# Амаро (гора)
Амаро (итал.  Amaro) — гора в итальянской области Абруцци.

## Описание
Высота над уровнем моря — 2795 м. Главная вершина горного хребта Маелла. Расположена в средней части хребта. Вторая по высоте в регионе Абруцци и во всех континентальных Апеннинах после Корно-Гранде в Гран-Сассо.